# Dictionnaire général de la langue française
Der Dictionnaire général de la langue française (geläufige Kurzform: Dictionnaire général oder DG, auch: Hatzfeld/Darmesteter) ist ein bedeutendes Wörterbuch der französischen Sprachgeschichte. Es wurde Ende des 19. Jahrhunderts von  Adolphe Hatzfeld, Arsène Darmesteter und Antoine Thomas in zwei Bänden erstellt.

## Entstehung und Auflagen
Angespornt durch das Erscheinen des Dictionnaire de la langue française von Émile Littré entwickelte in den 1860er Jahren der Altphilologe Adolphe Hatzfeld (* 1824) das Konzept eines gegenüber Littré methodisch verbesserten Wörterbuchs und gewann dafür die Mitarbeit des jungen Romanisten Arsène Darmesteter (* 1846) sowie nach dessen Tod des Romanisten Antoine Thomas (* 1857). Die Arbeit am Wörterbuch begann 1871 und endete 1900 mit der Veröffentlichung des zweiten Bandes. Das Werk wurde im Verlag Delagrave in neun Auflagen bis 1964 gedruckt.

## Anlage des Wörterbuchartikels
Das Dictionnaire général de la langue française du commencement du XVIIe siècle jusqu'à nos jours beschreibt, wie Littré, vornehmlich den literarischen Wortschatz des 17. und 18. Jahrhunderts mit der Zielsetzung, die logische Entwicklung der einzelnen Wortbedeutung sinnfällig zu machen. Das gelingt ihm in von Littré nicht erreichter Klarheit. Auch sind die von Hatzfeld verfassten Definitionen von besonderer Aussagekraft. Gegenüber Littré ist die Zahl der Zitate stark eingeschränkt (Littrés Wörterbuch ist mindestens viermal reichhaltiger), was die Attraktivität des Wörterbuchs für das gebildete Publikum der Belle Époque minderte. Die wichtigste methodische Neuerung besteht darin, dass der Dictionnaire général überall da, wo sich die ursprüngliche Bedeutung bereits vor dem 17. Jahrhundert nachweisen lässt, den Artikel mit dem Erstbeleg beginnen lässt, wogegen Littré sein reichhaltiges Material aus der Zeit vor dem 17. Jahrhundert ungeordnet in eine Rubrik „Geschichte“ verbannt hatte.

## Vorspann
Einen Eigenwert hatte der 300 Seiten starke Vorspann mit einer Grammatik, einer Phonetik und vor allem einer damals konkurrenzlosen Wortbildungslehre aus der Feder von Darmesteter.

## Wirkung
Die Auflagengeschichte beweist den relativen Erfolg des Wörterbuchs, vor allem bei fachnahen Nutzern. Allerdings erreichte es nie die Berühmtheit des Littré. Selbst der vom Fach kommende prominente Romanist Gaston Paris schrieb in seiner Rezension, Littrés Ruhm bleibe unangetastet (La gloire de Littré reste intacte) und empfahl das Wörterbuch als Hilfe für die Benutzung des Littré.

## Auflagen
- Dictionnaire général de la langue française du commencement du XVIIe siècle jusqu'à nos jours, précédé d'un Traité de la formation de la langue. Par Adolphe Hatzfeld et Arsène Darmesteter. Avec le concours de Antoine Thomas. 2 Bde. Delagrave, Paris 1890–1900, 9. Auflage 1932, letzter Druck 1964.
  - Bd. 1 (a): Traité de la formation de la langue française, S. 1–106; Histoire de la prononciation, S. 106–179; Formes grammaticales, S. 179–289; [Inhaltsverzeichnis], S. 290–300. (1895–1900)
  - Bd. 1 (b): Dictionnaire A-F, 1-1136. (1890)
  - Bd. 2: Dictionnaire G-Z, 1137–2272. (1900)